# Michalina Wasilewska

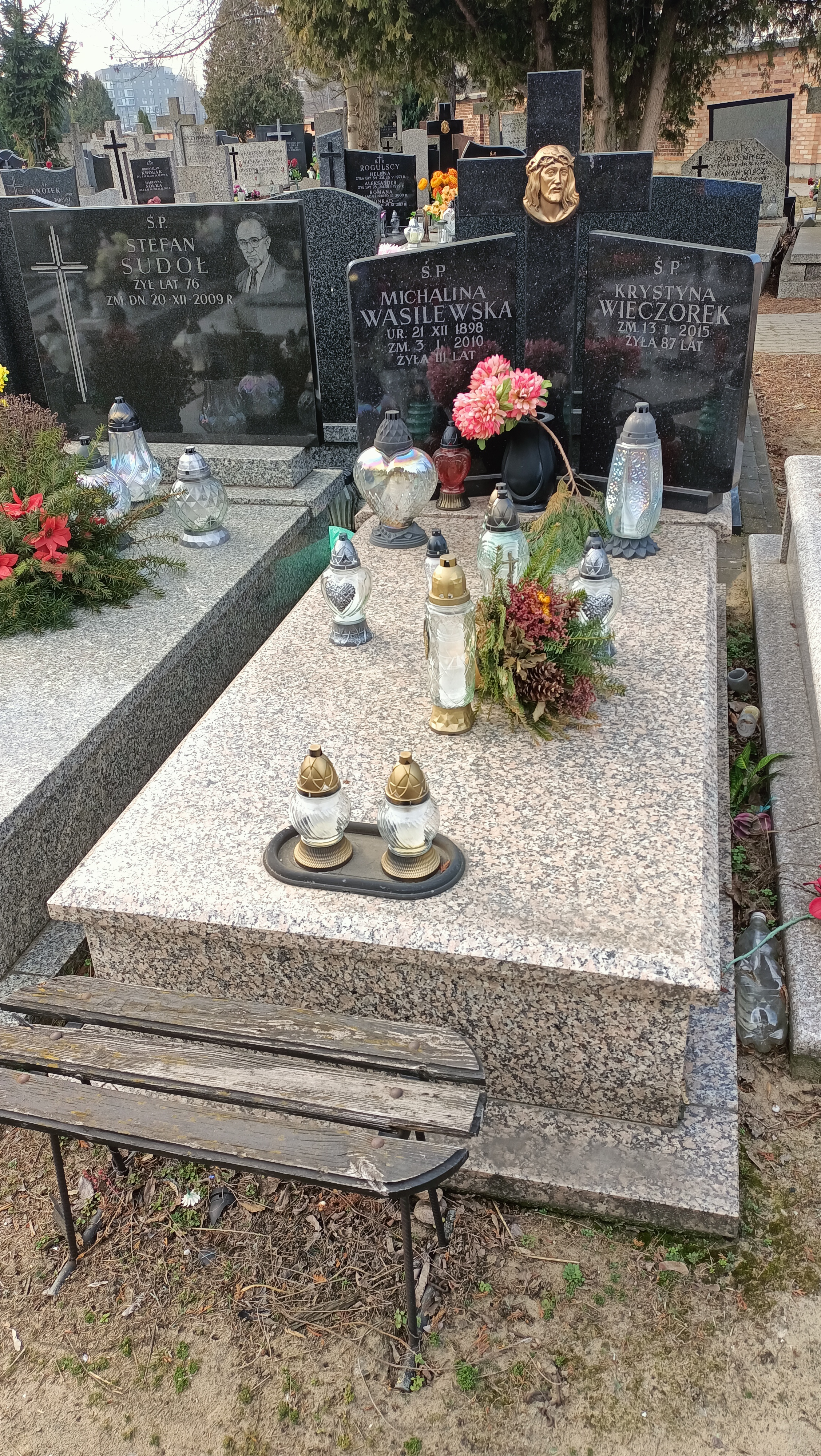
Grób Michaliny Wasilewskiej na cmentarzu Bródnowskim w Warszawie

Michalina Wasilewska (ur. 21 grudnia 1898 w Warszawie, zm. 3 stycznia 2010 tamże) – polska superstulatka, najstarsza mieszkanka Warszawy i kraju.

## Życiorys
Urodziła się na warszawskiej Woli, gdzie przez wiele lat pracowała jako woźna w Technikum Mechanicznym im. Michała Konarskiego przy ulicy Okopowej. W czasie powstania Warszawskiego przebywała na Żoliborzu. Od końca lat 70. XX wieku do śmierci mieszkała w Wilanowie.
Mąż Michaliny Wasilewskiej, z którym miała dwóch synów i córkę, zginął we wrześniu 1939. Wasilewska doczekała się ośmiorga wnuków, szesnaściorga prawnuków i siedmiorga praprawnuków. 
1 grudnia 2008 po śmierci Ludwiki Kosztyły została najstarszą Polką. Zmarła 3 stycznia 2010 w Warszawie w wieku 111 lat i 13 dni. 
Pochowana na cmentarzu Bródnowskim (kwatera 72F-5-21).